# Svavelstrupig glasögonfågel
Svavelstrupig glasögonfågel (Zosterops minor) är en fågel i familjen glasögonfåglar inom ordningen tättingar.

## Utbredning och systematik
Svavelstrupig glasögonfågel förekommer på Nya Guinea och delas in i två underarter med följande utbredning:
- Z. m. minor – bergstrakter på norra Nya Guinea (Cyclops, Sepik och Snow Berg) samt på ön Yapen
- Z. m. rothschildi – bergstrakter på centrala Nya Guinea (Weyland)
- Z. m. chrysolaemus – bergstrakter på nordvästra Nya Guinea (Arfakbergen och Oninhalvön)
- Z. m. gregarius – bergstrakter på sydöstra Nya Guinea (Huonhalvön)
- Z. m. delicatulus – sydvästra Nya Guinea, inklusive D'Entrecasteaux-arkipelagen

Vissa urskiljer underarterna chrysolaemus, gregarius och delicatulus som den egna arten Zosterops chrysolaemus.

## Status
IUCN kategoriserar underarterna minor och rothschildi respektive chrysolaemus, gregarius och delicatulus var för sig, båda som livskraftiga.